# Ballots
Ballots is een gemeente in het Franse departement Mayenne (regio Pays de la Loire) De plaats maakt deel uit van het arrondissement Château-Gontier. Ballots telde op 1 januari 2022 1.298 inwoners.

## Geografie
De oppervlakte van Ballots bedroeg op 1 januari 2022 36,01 vierkante kilometer; de bevolkingsdichtheid was toen 36 inwoners per km².

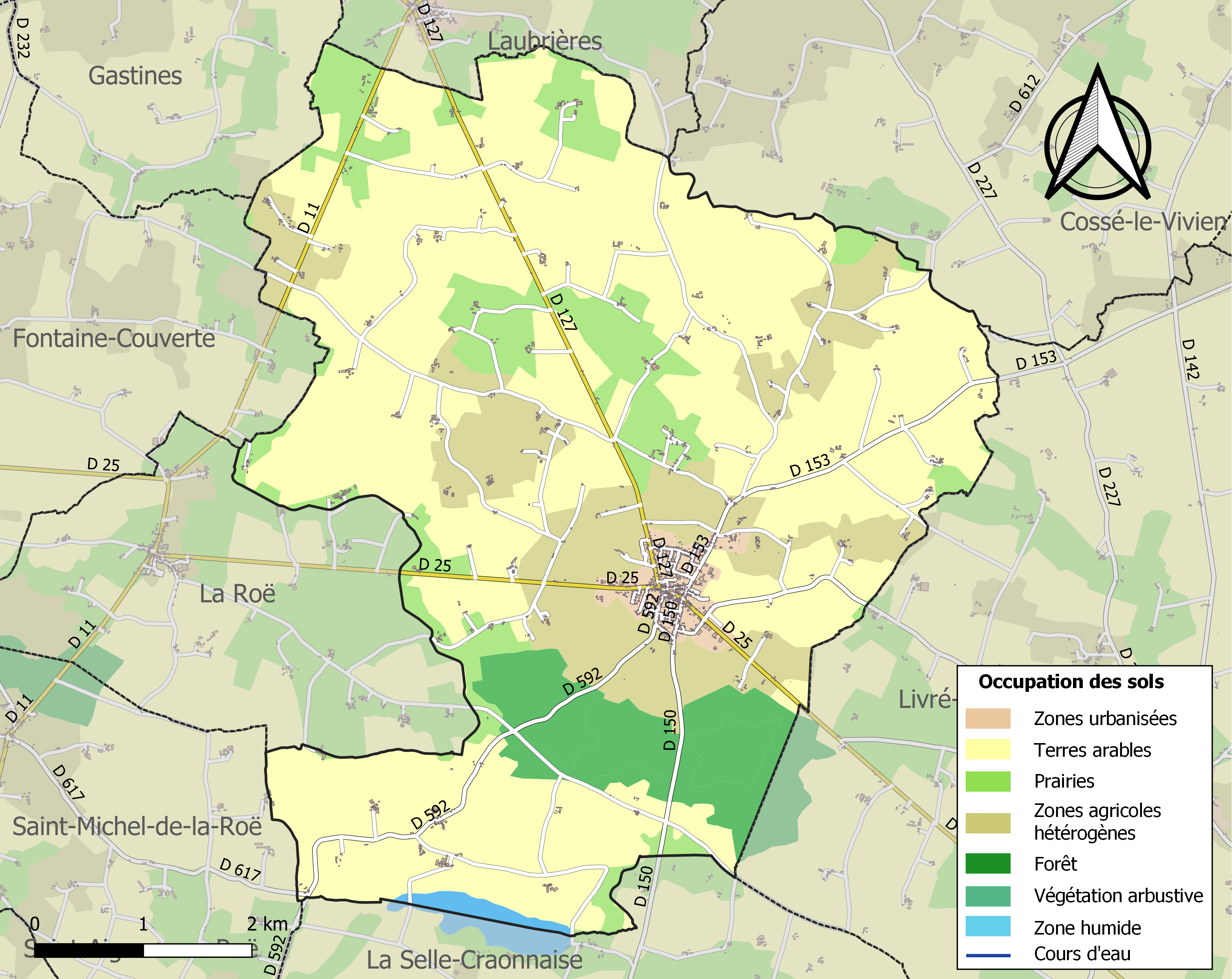
Kaart van de gemeente met de belangrijkste infrastructuur, bodemgebruik en omliggende gemeenten

## Demografie
Onderstaande figuur toont het verloop van het inwonertal (bron: INSEE-tellingen).